# ميخائيل جاكسون (لاعب كرة قدم بريطاني)
ميخائيل جاكسون (بالإنجليزية: Michael Jackson)‏ هو لاعب كرة قدم بريطاني، ولد في 11 أكتوبر 1969. شارك مع منتخب بريطانيا العظمى لدوري الرغبي. أما مع النوادي، فقد لعب مع هاليفاكس بانثرز ‏.